# Platypalpus persephone
Platypalpus persephone är en tvåvingeart som beskrevs av Collin 1933. Platypalpus persephone ingår i släktet Platypalpus och familjen puckeldansflugor. Inga underarter finns listade i Catalogue of Life.